# Sophie De Wit
Sophie M.R. De Wit, née le 28 août 1973 à Deurne, est une femme politique belge flamande, avocate et membre de la N-VA.

## Biographie
Elle est licenciée en droit (KU Leuven) et DEA en droit pénal et sciences pénales (Université Panthéon-Assas Paris).
À la suite de la diffusion, en septembre 2023, du documentaire Godvergeten évoquant les abus sexuels dans l'Église catholique en Belgique, une commission parlementaire fédérale s’est constituée pour traiter ce sujet de société. La commission est présidée par Sophie De Wit, elle doit, jusqu’au 31 mars 2024, établir un bilan sur les actions judiciaires de ces affaires et sur les conséquences « pour les victimes et pour la société ».
Députée fédérale à la Chambre des représentants, elle est réélue lors des élections législatives fédérales de 2024.

## Fonctions politiques
- depuis 2001 : conseillère communale à Aartselaar
- depuis le 1er janvier 2013 : bourgmestre de Aartselaar
- depuis le 6 juillet 2010 : députée fédérale
- 30 juin 2009 - 6 juillet 2010 : députée au Parlement flamand